# 大井駅 (京畿道)
大井駅（テジョンえき）は、大韓民国京畿道高陽市徳陽区にある、韓国鉄道公社（KORAIL）郊外線の駅である。

## 歴史
- 1967年1月9日：開業[1]
- 2004年4月1日：旅客取扱中止。
- 2025年1月11日：郊外線が運転再開したが旅客列車は同駅は全列車が通過するため、実質的には休止駅の状態が続いている[2]。

## 隣の駅
韓国鉄道公社
郊外線
大谷駅 - 大井駅 - 元陵駅